# Menipea triseriata
Menipea triseriata är en mossdjursart som beskrevs av Busk 1852. Menipea triseriata ingår i släktet Menipea och familjen Candidae. Inga underarter finns listade i Catalogue of Life.